# سیارک ۲۴۹۱۶۰
سیارک ۲۴۹۱۶۰ (به انگلیسی: 249160 Urriellu، نامگذاری:2008BO14)۲۴۹۱۶۰مین سیارک کشف شده‌است که در ۲۵ ژانویه ۲۰۰۸ کشف شد.